# Statua di Amina
La Statua di Amina (in inglese Queen Amina Statue; in hausa Mutum-mutumin Sarauniya Amina) è una statua equestre in onore della regina Amina, una regina guerriera Hausa del regno di Zazzau (oggi corrispondente ai territori adiacenti alla città di Zaria, in Nigeria). La scultura originale venne progettata da Ben Ekanem nel 1975, durante il secondo festival mondiale nero e africano di arti e cultura, e venne posta all'entrata del teatro nazionale nello stato di Lagos. L'opera venne distrutta nel 2005 a causa della degradazione della roccia, ma nel 2014 venne ricostruita da un artista anonimo.

## Soggetto
La regina Amina era la figlia maggiore della regina Bakwa Turunku, fondatrice del regno di Zazzau. Ella fu una regina guerriera Hausa che regnò con fierezza nel secolo sedicesimo. Nata nel 1533, era una guerriera impavida che si dicesse avesse una grande forza, come quella di un uomo.
La statua di Amina venne realizzata in memoria del suo coraggio e dei suoi successi. Ella governò per trentaquattro anni e morì nel 1610.

## Descrizione
La statua di Amina è una scultura colossale in bronzo e cemento. Ritrae la regina Amina che brandisce con fierezza un'arma (secondo alcune fonti una spada, secondo altre una lancia) mentre cavalca un cavallo che si erge sulle zampe posteriori. Il basamento è composto da un cumulo di pietre nel mezzo delle quali si trova una targa, parzialmente illeggibile, che ricorda la ricostruzione del monumento nel 2014.